# Hindoestanen
Hindoestanen of Hindostanen, ook wel Surinaamse Hindo(e)stanen of Hindo(e)staanse Surinamers genoemd, zijn een bevolkingsgroep in Suriname die grotendeels afstammen van contractarbeiders uit (het toenmalig) Brits-Indië die vanaf 1873 naar Suriname zijn gebracht. Na de onafhankelijkheid van Suriname in 1975, vertrokken vele Hindoestanen naar Nederland. Ze vormen een subgroep van Aziatische Surinamers en Indo-Caraïbiërs.
Hindoestanen dienen niet te worden verward met hindoes, volgers van het hindoeïsme. Hoewel het grootste deel van de Hindoestanen deze religie aanhangt, grotendeels verdeeld tussen de stromingen sanātana dharma en arya samaj, zijn er ook Hindoestanen die andere religies aanhangen of die niet religieus zijn. De islam is de tweede meest voorkomende religie, voornamelijk bestaand uit soennieten en ahmadiyya. Een kleinere groep volgt het christendom of is atheïst.
In Suriname maken de Hindoestanen met ongeveer 180.000, 27,4% uit van de totale bevolking. De Hindoestaanse gemeenschap is vooral gevestigd in de districten Wanica, Nickerie, Paramaribo, Saramacca en Commewijne. In Nederland woonden in 2009 ruim 160.000 Hindoestanen, wat neerkomt op bijna 1% van de totale bevolking. Zij zijn voornamelijk in de steden Den Haag, Amsterdam, Utrecht, Almere en Rotterdam en de gemeenten daar omheen gevestigd. Volgens de meest recente gegevens van het CBS wonen er in Nederland in 2024 ca. 200.000 Hindoestanen. 
Daarnaast zijn er aanzienlijke Indo-Caraïbische gemeenschappen te vinden in Guyana (~40%) en Trinidad en Tobago (~38%) en kleinere gemeenschappen in Caribische landen, zoals Guadeloupe (~14%), Martinique (~10%), Belize, Barbados en Jamaica, die vaak niet alleen cultureel maar ook taalkundig veel gemeen hebben, aangezien er in deze gemeenschappen ook dialecten van het Caraïbisch-Hindoestani wordt gesproken.  

## Etymologie
In het Nederlandstalige Caraïbisch gebied en Suriname werd de term Hindoestaan gebruikt voor nazaten van contractarbeiders uit Brits-Indië, hedendaags India, Pakistan en Bangladesh.

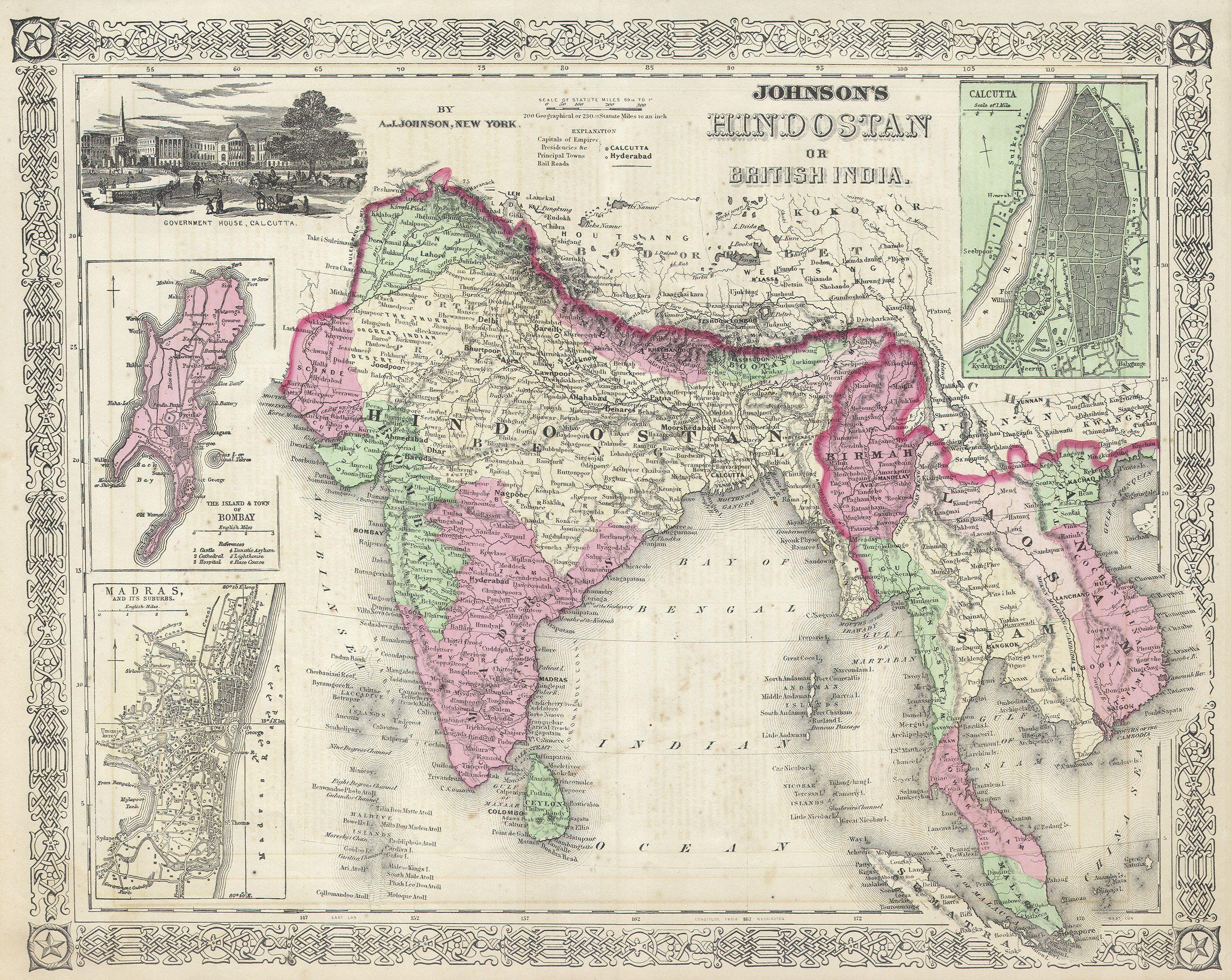
Kaart van de Hindoestan regio, ten tijde van Brits-Indië

De term Hindoestaan is een Nederlandse verbastering van het woord Hindustani (हिंदुस्तानी, ہندوستانی), De term verwees oorspronkelijk naar het volk dat in het noorden van het Indisch subcontinent (Hindustan) langs de Indus woonde. Deze rivier werd in het Middeleeuws-Perzisch Sindhu genoemd, waarvan de termen "hindoe", "hindoestaan" en "hindoeïsme" uiteindelijk van zijn afgeleid.  
De term hindoe duidt op religie, terwijl de term hindoestaan een etnisch-religieuze groep aanduid, omdat op een gegeven moment deze etnische groep uit zowel hindoes, moslims als christenen bestond, werd er in het Nederlands gekozen voor de neutralere term Hindostaan, die niet slaat op religie maar op etniciteit of volk. De termen hindoestaan en hindostaan worden echter in informeel taalgebruik door elkaar heen gebruikt met nog steeds de aanduiding van etniciteit als betekenis.
De rede dat termen als Indiër, Indisch of indo niet werden gebruikt om hindoestanen aan te duiden komt niet alleen doordat men zich niet Indiër voelde, maar ook doordat dit termen zijn die uit het Engels of Anglicisme komen, het voorvoegsel Indo verwijst in het Engels taalgebruik naar India, voorheen Brits-Indië. In het Nederlands taalgebruik verwijst deze term samen met de vergelijkbare term Indisch echter naar Indonesië, voorheen Nederlands-Indië, waarvan er in Suriname later ook contractarbeiders vandaan kwamen, de Javanen die overigens ook niet Indisch werden genoemd. In het Engels worden Hindo(e)staanse Surinamers aangeduid als Indo-Surinamese, en de hindoestaanse gemeenschappen die in het Engelstalig Caraïbisch gebied wonen als Indo-Caribbeans vergelijkbaar met hoe Caraïbiërs van Sub-Saharaans Afrikaanse afkomst worden aangeduid als Afro-Caribbeans.

## Geschiedenis

### Contractarbeid

Hindoestaanse contractarbeiders

Na de afschaffing van de slavernij in 1863 weigerden veel voormalige slaven nog langer op de plantages te werken. Suriname, dat toen gekoloniseerd was door Nederland, ging op zoek naar nieuwe en vooral goedkope arbeidskrachten. Contractanten die zich een aantal jaren moesten verbinden tot het verrichten van arbeid in loondienst op de plantages. Zo werden in 1853 Chinezen uit China en Java en Portugezen uit Madeira aangeworven. Toen dit onbevredigend verliep, richtte men de blik op een wervingsterrein waar andere landen wel succes hadden: Brits-Indië. De Engelse en Franse kolonies betrokken daarvandaan al geruime tijd hun plaatsvervangers voor de Afrikaanse slaven.
Vanaf 1868 werkten er al Hindoestaanse immigranten afkomstig uit het Engelse deel van West-Indië (zoals Brits-Guyana) op Surinaamse plantages. Het betrof vooral Indiase immigranten die als contractarbeider naar Britse kolonies in West-Indië waren gekomen en na afloop van hun contract aldaar een nieuw contract voor Suriname sloten.
In 1872 werd een traktaat gesloten met de Engelse regering. Dit werd in Engeland ondertekend door Koningin Victoria op 10 februari 1872, en koning Willem III bekrachtigde het zes dagen later. Op 5 juni 1873 arriveerde het eerste schip met Brits-Indische contractanten, de Lalla Rookh, in Suriname. De 399 passagiers, voor wie bij vertrek uit Calcutta (Garden Reach) onduidelijk was waar ze precies terecht zouden komen, zetten voet aan wal te Fort Nieuw Amsterdam, thans de hoofdplaats van het district Commewijne.

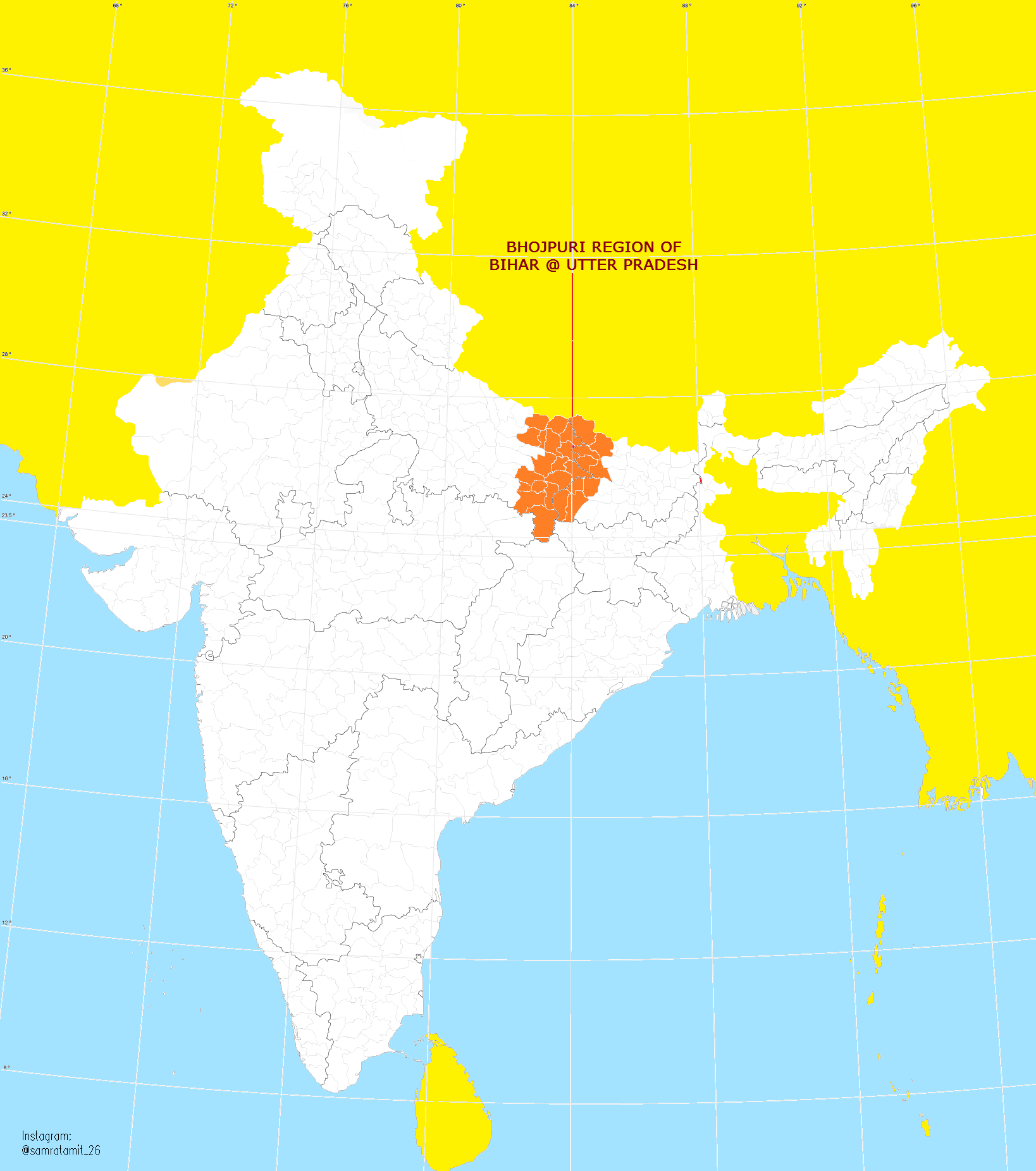
Bhojpur regio in India en Nepal bestaand uit onder andere de Indiase deelstaten Bihar, Uttar Pradesh, en Jharkhand
Awadh regio in India bestaand uit onder andere Uttar Pradesh
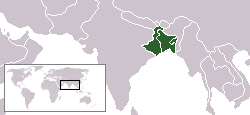
Bengalen, regio in India en Bangladesh, met Calcutta als vroegere hoofdstad

Het aanwervingscentrum van het koloniaal bestuur van Suriname was in Calcutta, de hoofdstad van Bengalen. Contractarbeiders werden vooral geworven in het noorden van Brits-Indië, in de Gangesvlakte van Noord-India en dan vooral uit (het huidige) Uttar Pradesh, Bihar en Bengalen. Deze streken behoorden tot de dichtst bevolkte gebieden ter wereld, met weinig andere bestaansmogelijkheden dan de landbouw. Voor de werving van de aspirant contractanten maakte men gebruik van wervers (Arkaathi's). Met valse voorwendselen en mooie beloften haalden de wervers de mensen over om mee te gaan. Vanuit de ‘subdepots’ in Benares, Allahabad, Basti en Muzzafarpur werden zij per trein vervoerd naar de inschepingshaven Calcutta. Van hieruit maakten zij de overtocht per zeil- of stoomschip. Per zeilschip duurde de reis 3 maanden, per stoomschip 6 à 8 weken.
Tussen 1873 en 1916 kwamen ongeveer 35.000 Hindoestanen uit Brits-Indië naar Suriname. De contractanten lieten een armoedig bestaan in India achter zich, maar kregen het in eerste instantie in Suriname niet veel beter. Zij werden zeer slecht betaald, zodat ze ook wel ‘cent-slaven’ werden genoemd. De roman Tweemaal Mariënburg van Cynthia McLeod geeft een beeld van hun leven in die tijd.
Ongeveer één derde van de immigranten keerde na afloop van hun (vervolg)contract terug naar hun geboorteland. In dezelfde periode kwamen daarnaast circa 2.500 Brits-Indiërs als vrije immigranten naar Suriname.
Na berichten over hoge sterftecijfers bij de emigranten door onvoldoende medische verzorging, besloot de Brits-Indische regering de emigratie in 1875 te schorsen. Door tussenkomst van de agent-generaal voor de Immigratie Cateau van Rosevelt werd de schorsing in 1878 opgeheven.

### Opstanden
Tot 1920 waren er ongeveer veertig grotere en kleinere opstanden van Hindoestaanse contractarbeiders in Suriname. Een van de eersten vond plaats in 1879 op de plantages Alliance en De Resolutie. In september 1884 was er verzet tegen een aantal gezagsfunctionarissen op de plantages Zoelen en Zorg en Hoop onder leiding van de vrijheidsstrijder Mathura. Een militair detachement maakte hier een einde aan. Aan de klachten van de arbeiders werd niet tegemoetgekomen. Op Zorg en Hoop brak opnieuw opstand uit onder aanvoering van Challoo Ramjanee en Janey Tetary. Honderd arbeiders met stokken en houwers kwamen voor hun rechten op. Militairen openden van korte afstand het vuur op hen waarbij zeven arbeiders werden gedood.
Bijna zes jaar later raakten arbeiders van Zoelen en Geertruidenberg slaags. Marechaussees kwamen met vuurwapens tussen beide waarbij vijf doden en veel gewonden vielen.
In 1902 werd op Mariënburg de Schotse directeur Mavor gedood door tweehonderd razende arbeiders. De volgende dag brak de Opstand van Mariënburg uit, waarbij het vuur werd geopend op de arbeiders. Hierbij vielen 24 doden en 32 gewonden.

### Einde van de immigratie
In 1916 zette de Britse regering de emigratie van contractarbeiders naar alle delen van de wereld stop, onder druk van de nationalistische beweging onder leiding van Mahatma Gandhi. Ruim 25.000 Hindoestanen bleven in Suriname.

### Na de onafhankelijkheid

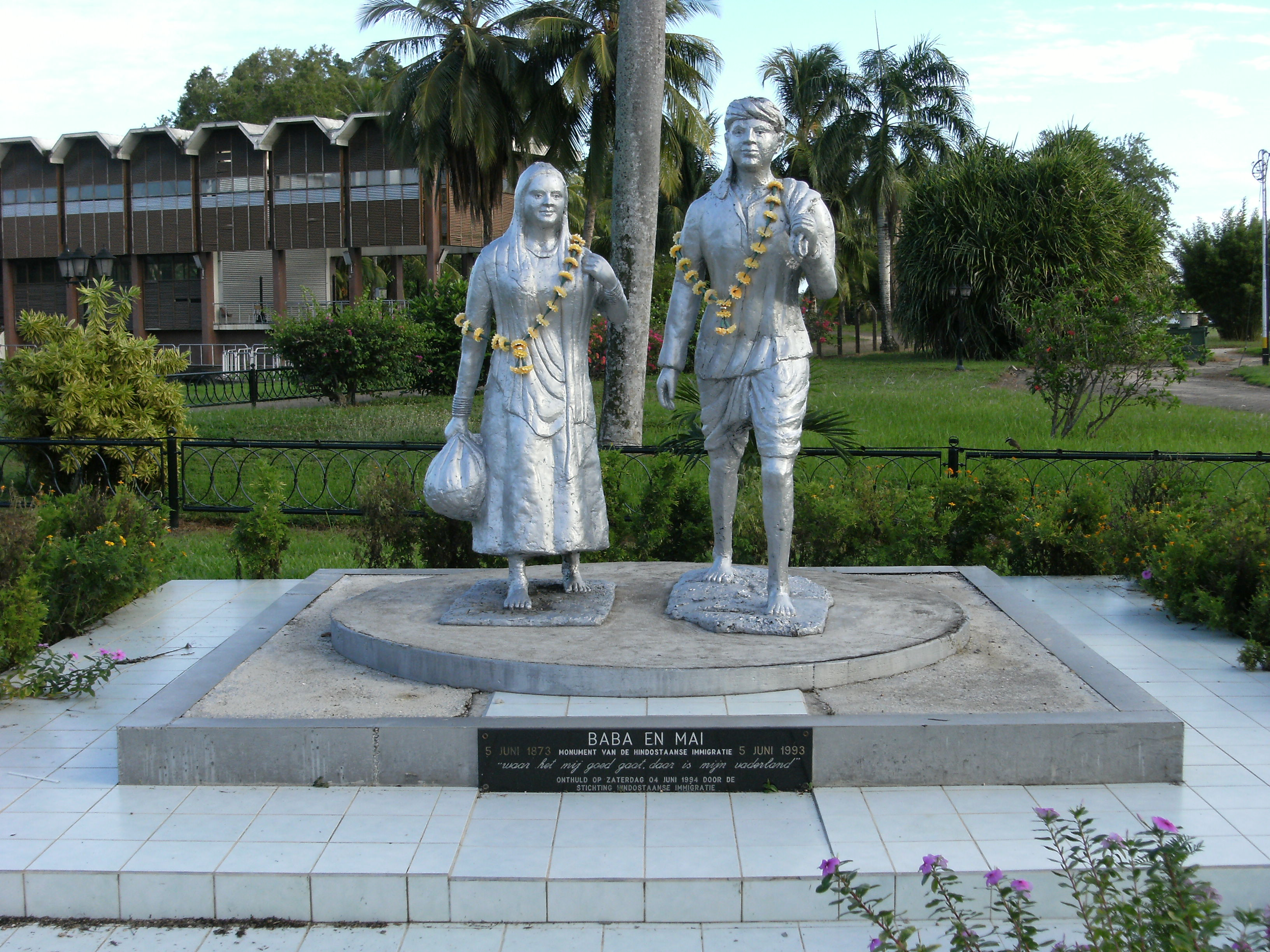
Standbeeld Baba en Mai van Khedoe in Paramaribo, ter herinnering aan de Hindoestaanse immigratie in Suriname

Hindoestanen staan in Suriname bekend om hun ondernemerschap. Hoewel de politieke macht lange tijd in handen was van de Nederlanders en (daarna) de Creolen, hadden Hindoestanen een financieel-economisch overwicht ten opzichte van andere bevolkingsgroepen. Lange tijd leek het er op dat de Hindoestanen politiek weinig te vertellen hadden en zouden krijgen, maar hun positie – en dan vooral die van de VHP – is cruciaal voor het bereiken van meerderheidsregeringen.
Het Surinaamse parlement werd in de periode van 1984 tot 2001, 17 jaar lang, voorgezeten door VHP-voorzitter Jaggernath Lachmon. Met Fred Ramdat Misier, president van het Hof van Justitie, tevens waarnemend president van de Republiek Suriname in 1982-1988, en Ramsewak Shankar, president van 1988 tot 1990 leverden de Hindoestanen belangrijke landsbestuurders.

Nickerie (Suriname)

Veel Hindoestanen wonen in het Surinaamse district Nickerie. Het zijn voornamelijk kleine landbouwers en vissers.

## Hindoestanen in Suriname

### Demografie
De Surinaamse volkstelling van 2012 telde 148.443 ’volbloed’ Hindoestanen op een totale bevolking van 541.638 mensen. Dit staat gelijk aan 27,4% van de Surinaamse bevolking. Het aantal Hindoestanen is met +13.326 mensen toegenomen vergeleken met de volkstelling van 2004, toen er nog 135.117 Hindoestanen werden geteld. 
| Ontwikkeling van de Hindoestaanse bevolking in de periode 1950-2012 | Ontwikkeling van de Hindoestaanse bevolking in de periode 1950-2012 | Ontwikkeling van de Hindoestaanse bevolking in de periode 1950-2012 | Ontwikkeling van de Hindoestaanse bevolking in de periode 1950-2012 | Ontwikkeling van de Hindoestaanse bevolking in de periode 1950-2012 | Ontwikkeling van de Hindoestaanse bevolking in de periode 1950-2012 |
| Jaartal                                                             | 1950                                                                | 1964                                                                | 1972                                                                | 2004                                                                | 2012                                                                |
| ------------------------------------------------------------------- | ------------------------------------------------------------------- | ------------------------------------------------------------------- | ------------------------------------------------------------------- | ------------------------------------------------------------------- | ------------------------------------------------------------------- |
| Aantal Hindoestanen                                                 | 62.280                                                              | 112.633                                                             | 142.917                                                             | 135.117                                                             | 148.443                                                             |
| Totale bevolking van Suriname                                       | 198.668                                                             | 324.211                                                             | 379.607                                                             | 492.829                                                             | 541.638                                                             |
| Percentage Hindoestanen                                             | 31,3%                                                               | 34,7%                                                               | 37,6%                                                               | 27,4%                                                               | 27,4%                                                               |

Van de 72.340 Surinamers met een gemengde afkomst, hebben er vervolgens 14.651 een ‘volbloed’ Hindoestaanse vader of moeder. Mensen met gedeeltelijk Hindoestaans en gedeeltelijk Afro-Caraïbisch bloed worden ook wel Dogla genoemd in de volksmond.

### Verspreiding
De Surinaamse Hindoestanen wonen vooral in de districten Nickerie (61%), Saramacca (53%), Wanica (44%), Commewijne (30%) en Paramaribo (23%). De overige districten hebben relatief weinig Hindoestanen.
| Verspreiding van de Hindoestanen in Suriname | Verspreiding van de Hindoestanen in Suriname | Verspreiding van de Hindoestanen in Suriname | Verspreiding van de Hindoestanen in Suriname |
| District                                     | Bevolking                                    | Hindoestanen                                 | %                                            |
| -------------------------------------------- | -------------------------------------------- | -------------------------------------------- | -------------------------------------------- |
| Paramaribo                                   | 240.924                                      | 55.192                                       | 22,9%                                        |
| Wanica                                       | 118.222                                      | 51.813                                       | 43,8%                                        |
| Nickerie                                     | 40.450                                       | 20.724                                       | 60,5%                                        |
| Commewijne                                   | 31.420                                       | 9.368                                        | 29,8%                                        |
| Saramacca                                    | 17.480                                       | 9.325                                        | 53,3%                                        |
| Para                                         | 24.700                                       | 1.601                                        | 6,5%                                         |
| Marowijne                                    | 18.294                                       | 162                                          | 0,9%                                         |
| Sipaliwini                                   | 37.065                                       | 94                                           | 0,3%                                         |
| Coronie                                      | 3.391                                        | 86                                           | 2,5%                                         |
| Brokopondo                                   | 15.909                                       | 78                                           | 0,5%                                         |
| Suriname                                     | 541.638                                      | 148.443                                      | 27,4%                                        |

Hindoestanen zijn te vinden in 58 van de 62 ressorten in Suriname. In de ressorten Groot Henar (87%), Westelijke Polders (78%), Wayamboweg (76%), Jarikaba (75%), Calcutta (68%), Oostelijke Polders (68%), Saramaccapolder (66%) en Houttuin (50%) vormen Hindoestanen een meerderheid van de totale bevolking.

### Leeftijdsopbouw
De Hindoestaanse bevolking in Suriname is relatief jong. Kinderen tot de leeftijd van 15 jaar vormen 21% van de Hindoestaanse bevolking, terwijl 65-plussers slechts 6% van de bevolking uitmaken. Desalniettemin lijkt er sprake te zijn van ontgroening en  vergrijzing binnen de Hindoestaanse gemeenschap in Suriname, als gevolg van het dalend kinderaantal en de toenemende levensverwachting. In 2012 was de leeftijdscategorie 25 tot en met 29 jaar, zowel onder mannen als vrouwen, het omvangrijkst.
| Leeftijdsopbouw van de Hindoestanen in Suriname (2012) | Leeftijdsopbouw van de Hindoestanen in Suriname (2012) | Leeftijdsopbouw van de Hindoestanen in Suriname (2012) | Leeftijdsopbouw van de Hindoestanen in Suriname (2012) |
| Leeftijdscategorie                                     | Totaal                                                 | Mannen                                                 | Vrouwen                                                |
| ------------------------------------------------------ | ------------------------------------------------------ | ------------------------------------------------------ | ------------------------------------------------------ |
| 0-4 jaar                                               | 9.570                                                  | 4.841                                                  | 4.729                                                  |
| 5-9 jaar                                               | 9.598                                                  | 5.020                                                  | 4.578                                                  |
| 10-14 jaar                                             | 11.250                                                 | 5.972                                                  | 5.278                                                  |
| 15-19 jaar                                             | 11.870                                                 | 5.885                                                  | 5.985                                                  |
| 20-24 jaar                                             | 12.504                                                 | 6.228                                                  | 6.276                                                  |
| 25-29 jaar                                             | 12.950                                                 | 6.543                                                  | 6.407                                                  |
| 30-34 jaar                                             | 11.539                                                 | 6.033                                                  | 5.506                                                  |
| 35-39 jaar                                             | 11.587                                                 | 6.004                                                  | 5.583                                                  |
| 40-44 jaar                                             | 12.521                                                 | 6.456                                                  | 6.065                                                  |
| 45-49 jaar                                             | 12.513                                                 | 6.503                                                  | 6.010                                                  |
| 50-54 jaar                                             | 10.459                                                 | 5.309                                                  | 5.150                                                  |
| 55-59 jaar                                             | 7.301                                                  | 3.525                                                  | 3.776                                                  |
| 60-64 jaar                                             | 5.147                                                  | 2.286                                                  | 2.861                                                  |
| 65-69 jaar                                             | 3.809                                                  | 1.692                                                  | 2.117                                                  |
| 70-74 jaar                                             | 2.696                                                  | 1.145                                                  | 1.551                                                  |
| 75-79 jaar                                             | 1.534                                                  | 669                                                    | 865                                                    |
| 80-84 jaar                                             | 748                                                    | 298                                                    | 450                                                    |
| 85 jaar of ouder                                       | 326                                                    | 155                                                    | 171                                                    |
| onbekend                                               | 521                                                    | 269                                                    | 252                                                    |
| totaal                                                 | 148.443                                                | 74.833                                                 | 73.610                                                 |

Het vruchtbaarheidscijfer van de Hindoestaanse vrouwen is gedaald tot een dieptepunt van 1,78 kinderen per vrouw. Tussen 2004 en 2012 zijn er 15.194 volbloed Hindoestaanse kinderen geboren in Suriname. Dit staat gelijk aan 19,3% van het totaal aantal kinderen die in dezelfde periode geboren zijn.

## Hindoestanen in Nederland

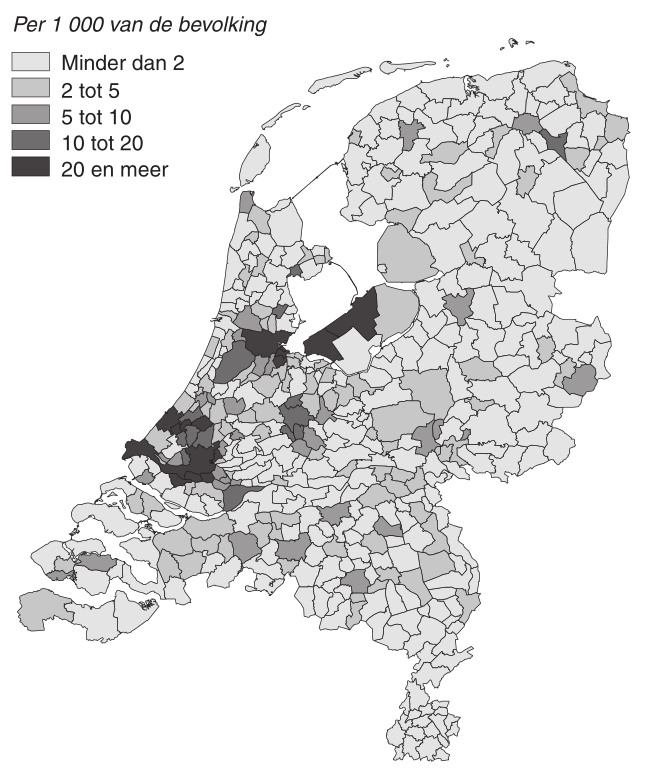
Verspreiding van de Hindoestanen in Nederland

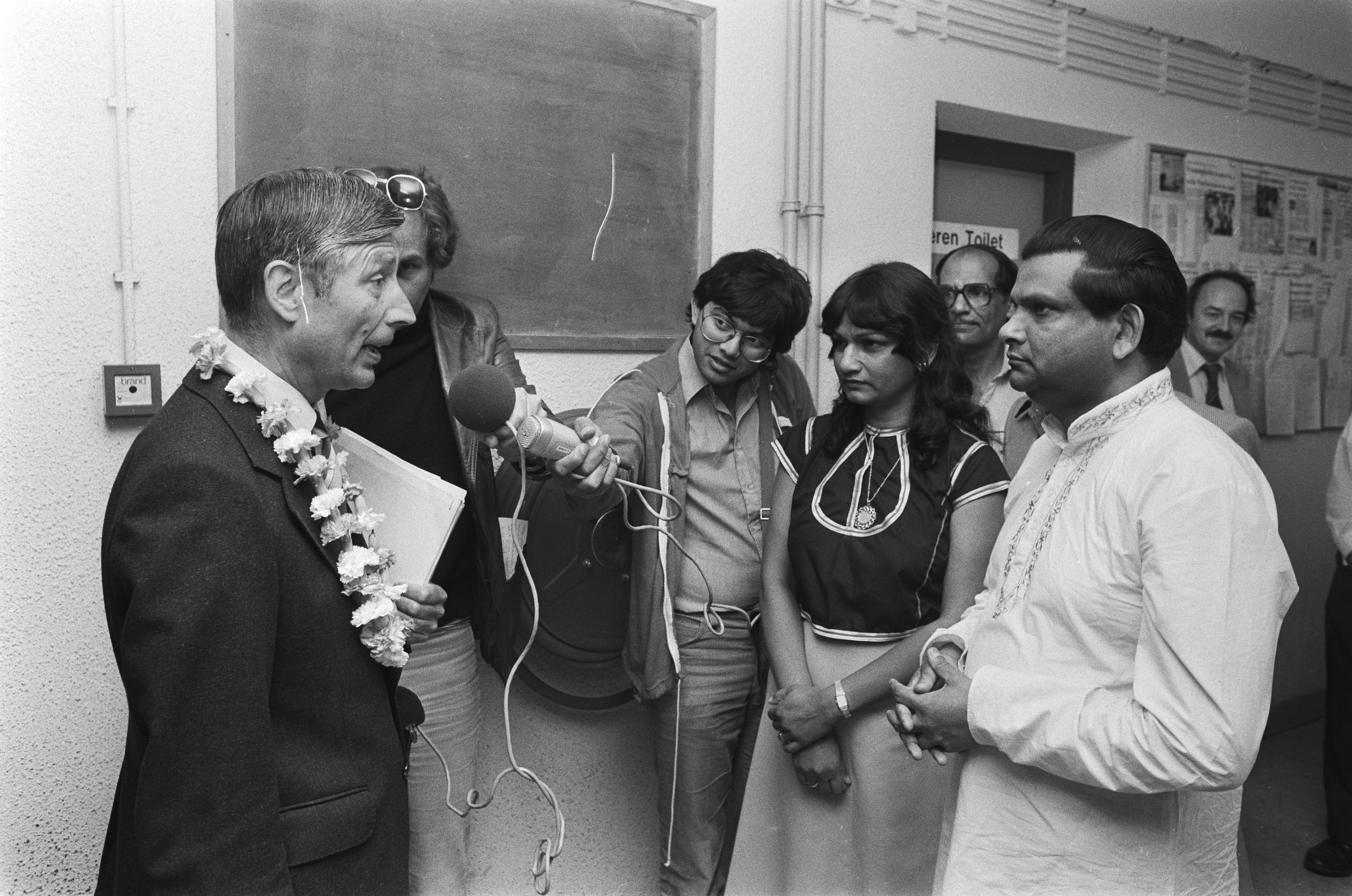
Premier Van Agt bezoekt een Surinaams-Hindoestaans ontmoetingscentrum in Den Haag (1980)

Net voor en net na de onafhankelijkheid van de Republiek Suriname op 25 november 1975 emigreerden veel Hindoestanen naar Nederland, vooral vanwege de onzekere toekomst die hen te wachten stond. Aanvankelijk werden zij via een spreidingsbeleid vanuit opvangcentra verspreid door heel Nederland. Naderhand verhuisden velen van hen naar de grote steden waar familieleden en vrienden woonden. Momenteel wonen er tussen de 120.000 à 160.000 Hindoestanen in Nederland, waarvan het grootste deel, zo'n 50.000, in Den Haag en omgeving. De meesten van hen wonen in de Haagse Schilderswijk, Transvaal, Molenwijk, Spoorwijk en Regentesse-Valkenboskwartier. De winkelstraat Paul Krugerlaan in Transvaal, Den Haag, wordt ook wel "Little India" genoemd, gezien het winkelaanbod in deze straat. De laatste jaren zijn veel met name jonge Hindoestaanse gezinnen naar de nieuwste nieuwbouwwijken Wateringse Veld, Leidschenveen, Pijnacker-Nootdorp en Ypenburg rondom Den Haag verhuisd. De sociale controle binnen de gemeenschap is hoog. Cultuur, gezin, taal, India en Suriname zijn sterke bindende factoren. Voor de Hindoes speelt de pandit een belangrijke rol als voorganger.
| De samenstelling van de Surinaamse bevolking in de grote steden en in Nederland | De samenstelling van de Surinaamse bevolking in de grote steden en in Nederland | De samenstelling van de Surinaamse bevolking in de grote steden en in Nederland | De samenstelling van de Surinaamse bevolking in de grote steden en in Nederland | De samenstelling van de Surinaamse bevolking in de grote steden en in Nederland | De samenstelling van de Surinaamse bevolking in de grote steden en in Nederland | De samenstelling van de Surinaamse bevolking in de grote steden en in Nederland |
| Groep                                                                           | Amsterdam                                                                       | Rotterdam                                                                       | Den Haag                                                                        | Utrecht                                                                         | Almere                                                                          | Nederland (totaal)                                                              |
| ------------------------------------------------------------------------------- | ------------------------------------------------------------------------------- | ------------------------------------------------------------------------------- | ------------------------------------------------------------------------------- | ------------------------------------------------------------------------------- | ------------------------------------------------------------------------------- | ------------------------------------------------------------------------------- |
| Hindoestanen                                                                    | 26%                                                                             | 49%                                                                             | 77%                                                                             | 50%                                                                             | 33%                                                                             | 45%                                                                             |
| Creolen                                                                         | 59%                                                                             | 38%                                                                             | 14%                                                                             | 36%                                                                             | onbekend                                                                        | 39%                                                                             |
| Javanen                                                                         | 4%                                                                              | 3%                                                                              | 2%                                                                              | 3%                                                                              | onbekend                                                                        | 6%                                                                              |
| Chinese Surinamers                                                              | 4%                                                                              | 6%                                                                              | 6%                                                                              | 4%                                                                              | onbekend                                                                        | 3%                                                                              |
| Marrons                                                                         | 5%                                                                              | 3%                                                                              | 1%                                                                              | 4%                                                                              | onbekend                                                                        | 3%                                                                              |
| Overig                                                                          | 2%                                                                              | 2%                                                                              | 1%                                                                              | 2%                                                                              | onbekend                                                                        | 2%                                                                              |
| Onbekend                                                                        | 1%                                                                              | 1%                                                                              | 1%                                                                              | 2%                                                                              | onbekend                                                                        | 2%                                                                              |

Gemengde huwelijken tussen Hindoestanen en anderen komen voor, hoewel niet veel. Ook zijn er heel weinig huwelijken tussen hindoes en moslims. Voor het oog komt de Hindoestaanse bevolkingsgroep over als rustig, goed geïntegreerd en zonder grote maatschappelijke problemen. Hoewel uithuwelijking haast niet meer voorkomt is er sterke sociale druk en bepaalt de familie erg veel. Gearrangeerde huwelijken zijn heel gebruikelijk.
Ook in Nederland is het zelfmoordpercentage onder Hindoestanen relatief hoog. Het aantal zelfdodingen onder hen is een kwart hoger dan bij andere Nederlandse bevolkingsgroepen.
Exacte cijfers over de omvang van de Surinaams-Hindoestaanse gemeenschap in Nederland zijn niet voor handen. Het CBS registreert de landen van herkomst maar niet de religie, etniciteit of culturele achtergrond. De omvang van de groep bedraagt gebaseerd op schattingen en oude gegevens  tussen de 90.000 en 215.000 personen. Ongeveer twee derde woont in de regio Den Haag-Rotterdam, een derde in de regio Amsterdam-Almere.

## Religie

### Suriname

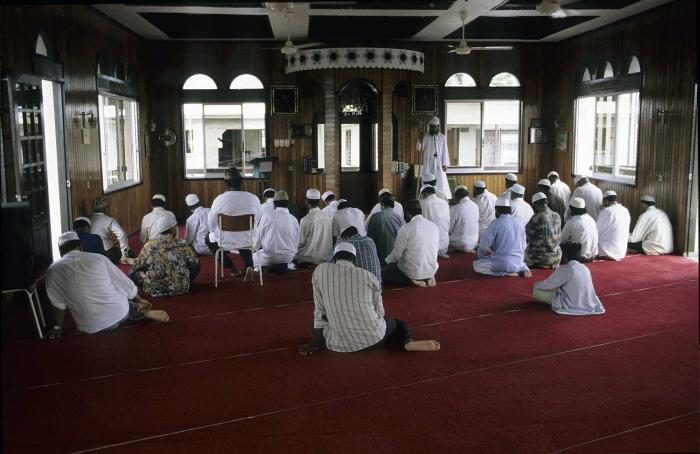
Een gebedsdienst in een moskee van Hindoestaanse moslims, Paramaribo-Noord

Van de Hindoestanen in Suriname is 78% hindoeïstisch, met name Sanatana Dharma (63% van alle Hindoestanen) of Arya Samaj (11% van alle Hindoestanen). De overige 4% behoort tot de ‘overige hindoes’, waaronder spirituele organisaties zoals de Hare Krishna-beweging (ISKCON), Brahma Kumaris en Art of Living (AOLF). Zo'n 13% van de Hindoestanen in Suriname is moslim, met name soennitisch (7% van alle Hindoestanen) of ahmadiyya (3% van alle Hindoestanen). De overige 2% van de Hindoestanen behoort tot ‘overige moslims’. Verder behoort 7% van de Hindoestanen in Suriname tot een van de verschillende denominaties van het christendom, waaronder de Volle Evangelie (3%) en het katholicisme (2%) het omvangrijkst zijn.
| Religieuze verdeling van de Hindoestanen in Suriname in 2013 | Religieuze verdeling van de Hindoestanen in Suriname in 2013 | Religieuze verdeling van de Hindoestanen in Suriname in 2013 |
| Religie                                                      | Aantal aanhangers                                            | %                                                            |
| ------------------------------------------------------------ | ------------------------------------------------------------ | ------------------------------------------------------------ |
| Hindoeïsme                                                   | 115.521                                                      | 77,8%                                                        |
| Sanatana Dharma                                              | 93.830                                                       | 63,2%                                                        |
| Arya Samaj                                                   | 15.852                                                       | 10,7%                                                        |
| Overige hindoes                                              | 5.839                                                        | 3,9%                                                         |
| Islam                                                        | 18.731                                                       | 12,6%                                                        |
| Soennisme                                                    | 10.666                                                       | 7,2%                                                         |
| Ahmadiyya                                                    | 4.961                                                        | 3,3%                                                         |
| Overige moslims                                              | 3.107                                                        | 2,1%                                                         |
| Christendom                                                  | 10.845                                                       | 7,3%                                                         |
| Pinksterbeweging (Volle Evangelie)                           | 4.720                                                        | 3,2%                                                         |
| Rooms-Katholieke Kerk                                        | 3.151                                                        | 2,1%                                                         |
| Overige christen                                             | 1.635                                                        | 1,1%                                                         |
| Evangelische Broedergemeente Suriname                        | 1.143                                                        | 0,8%                                                         |
| Jehova's getuigen                                            | 603                                                          | 0,4%                                                         |
| Hervormd                                                     | 125                                                          | 0,1%                                                         |
| Lutheranisme                                                 | 71                                                           | 0,0%                                                         |
| Geen antwoord                                                | 1.230                                                        | 0,8%                                                         |
| Geen godsdienst                                              | 736                                                          | 0,5%                                                         |
| Andere godsdienst                                            | 449                                                          | 0,3%                                                         |
| Weet niet                                                    | 281                                                          | 0,2%                                                         |
| Javanisme                                                    | 41                                                           | 0,0%                                                         |
| Winti                                                        | 3                                                            | 0,0%                                                         |
| Jodendom                                                     | 0                                                            | 0,0%                                                         |
| Alle Hindoestanen in Suriname                                | 148.443                                                      | 100,0%                                                       |

In 1971 was 77,6% van de Hindoestanen in Suriname hindoeïstisch, 16,8% was islamitisch en 4,2% was christelijk. Het percentage hindoes in de Hindoestaanse bevolking is dus tussen 1971 en 2012 vrij stabiel gebleven, terwijl het aandeel islamieten is afgenomen en het percentage christenen bijna is verdubbeld.

### Nederland

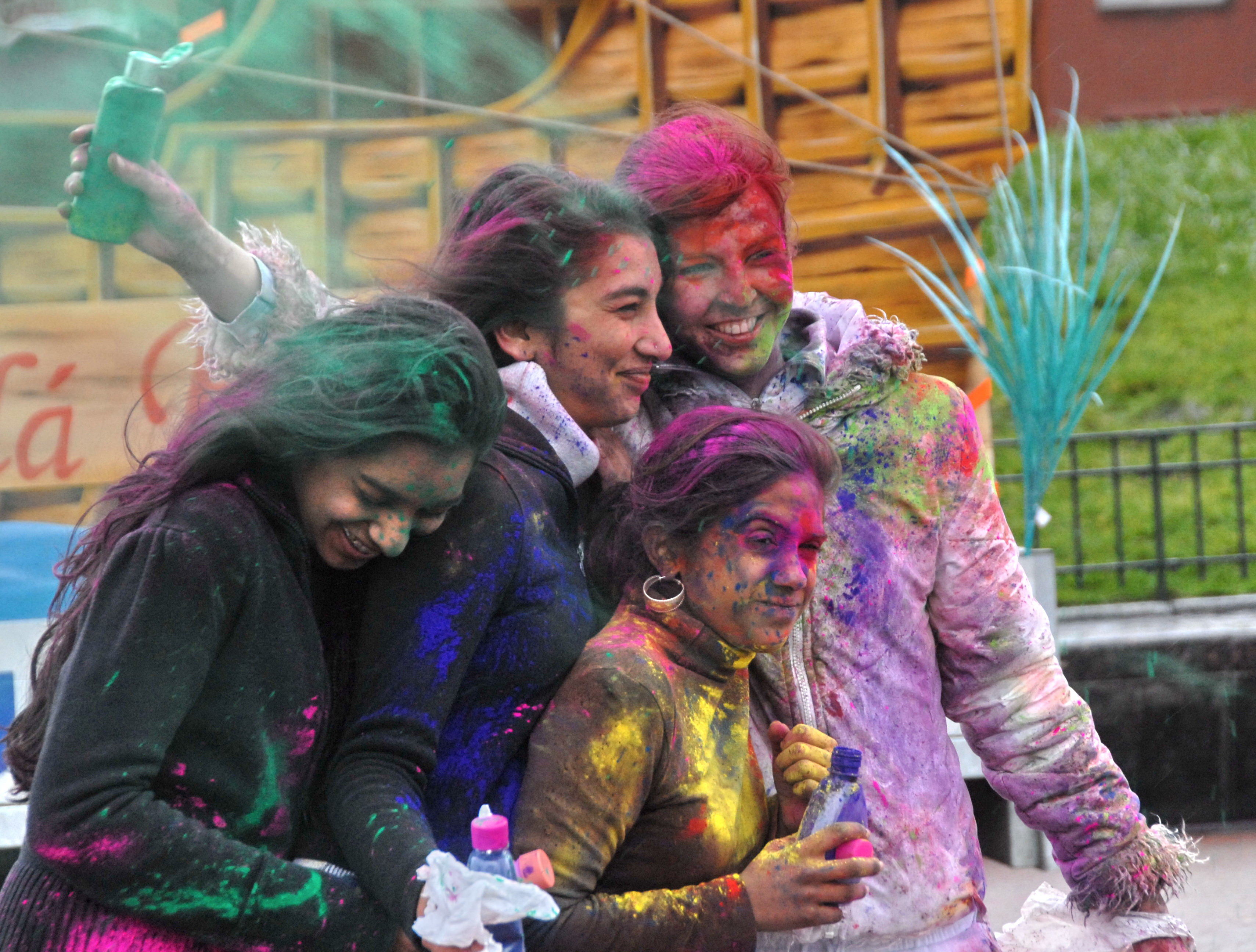
Hindoestaanse jongeren vieren Holi-Phagwa in Den Haag

In 2003 waren circa 80% van de Surinaamse Hindoestanen in Nederland hindoe, 15% moslim en 5% christen. De hindoes kunnen weer onderverdeeld worden in twee stromingen: Sanatana Dharma (75%) en Arya Samaj (25%).
De meeste hindoes in Nederland zijn Surinaamse Hindoestanen. Van de hindoes in Nederland is grotendeels Surinaams hindoestaans, terwijl de rest meestal afkomstig is uit India, Sri Lanka, Nepal of Afghanistan. De hindoestaanse moslims kunnen ook weer onderverdeeld worden in twee stromingen Soenniet (75%) en Ahmadiyya (25%), die ook weer bestaat uit twee groepen de Lahore Ahmadiyya Beweging en de Ahmadiyya Moslim Gemeenschap. Er zijn ook Hindoestaanse christenen, merendeels bekeerlingen gemaakt onder de andere geloven, en er zijn ook Hindoestaanse atheïsten en agnosten.

## Cultuur
De Hindoestaanse cultuur en tradities zijn, na de verscheidene golven van immigraties die meer dan honderd jaar geleden voornamelijk uit het noorden van India naar Suriname kwamen, goed bewaard gebleven.

### Muziek

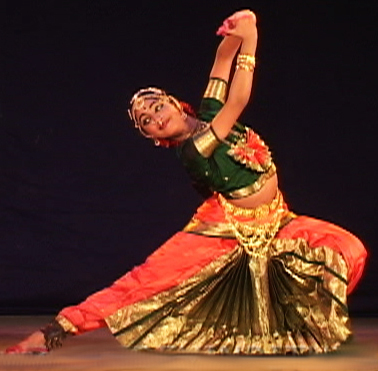
Bharata Natyam

De traditionele muziek Hindoestaanse muziek uit Noord-India muzieksystemen zijn gebaseerd op Vedische principes. Een aantal muziekinstrumenten uit India, zoals de dhol, sitar en de tabla, zijn wereldwijd bekend. Niet-traditionele muziek, waaronder vooral de muziek uit de Bollywoodfilms en westerse invloed, is echter het meest populair. Lokale muziekstijlen zijn de baithak gana en chutney.
Er zijn in Suriname en Nederland diverse radiozenders die in het Sarnami gepresenteerd worden. Op deze zenders zijn bekende nummers uit klassieke en moderne Bollywoodfilms te horen. De zenders gaan voornamelijk in op het Hindoeïsme. Omdat de meeste luisteraars van Surinaams-Hindoestaanse afkomst zijn wordt zowel het nieuws uit Nederland als het nieuws uit Suriname behandeld.

### Dans
Er bestaan veel traditionele dansvormen, onder andere de Bharata Natyam, Odissi, Kuchipudi, Kathak en Kathakali. De meeste dansen vertellen een verhaal. Ook zijn er lokale dansvormen bekend zoals chutney/baithak gana.

### Festivals
Hindoestanen kennen vele festivals, zoals het Holi-Phagwa en Diwali van de hindoes en de Eid Ul Fitr (ook bekend als het suikerfeest) en de Eid Ul Adha (ook wel bekend als het offerfeest of Qurbani) van de moslims. De datums van deze feesten verschillen per jaar.

### Taal
Het Sarnami Hindoestani is de moedertaal van maximaal circa 500.000 Surinamers binnen en buiten Suriname. De circa 150.000 Sarnamisprekers in Suriname wonen in het noordelijk kustgebied. Sarnami Hindoestani wordt ook door vele, met name oudere Surinaamse immigranten in Nederland gesproken.
Het woord ‘Sarnami’ betekent letterlijk ‘Surinaams’. De naam ‘Sarnami Hindoestani’ werd voor het eerst gebruikt in 1961 door J.H. Adhin.
De Hindoestaanse literatuur wordt zowel geschreven als oraal overgebracht.

### Kleding
Traditionele Hindoestaanse kleding is onder andere; de sari, salwar kameez, dhoti, de kurta en de ghagra choli.

### Keuken

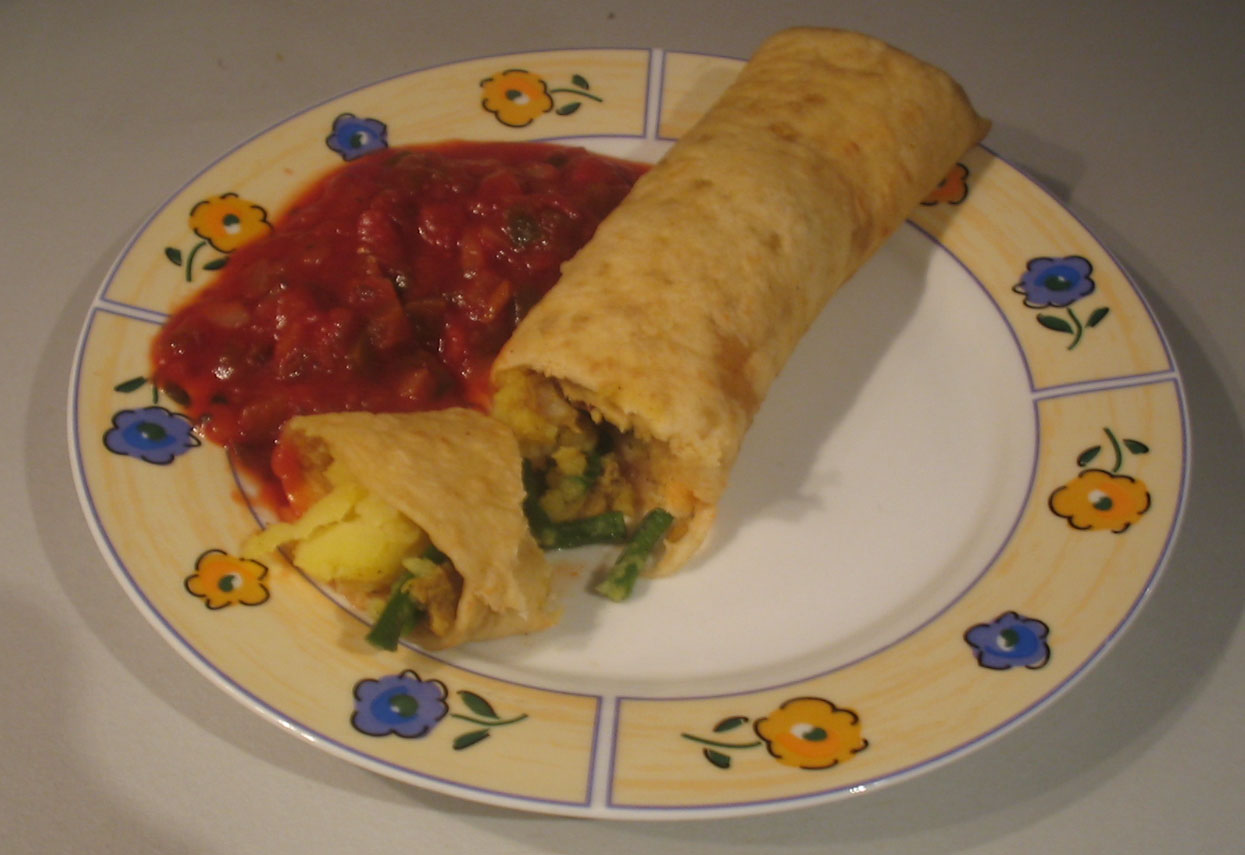
Een rotirol

In de Hindoestaanse keuken wordt veel gebruikgemaakt van rijst, granen, peper en specerijen en verse kruiden die tot garam masala's (aromatische mengsels) gemalen worden. Roti, phulauri, samosa en bara zijn bekende Hindoestaanse gerechten.

## Jaarlijkse evenementen
Jaarlijks worden er voor en door Hindoestanen verschillende evenementen georganiseerd. Ook niet-Hindoestanen brengen hieraan steeds vaker een bezoek. Een overzicht van de grootste evenementen in Nederland:
- februari/maart: Holi-viering wijkpark Transvaal in Den Haag
- eind juli/begin augustus: Milan Summer Festival (voorheen Milan), Europa's grootste driedaagse Hindoestaans openluchtfestival gehouden in het Zuiderpark in Den Haag
- oktober/november: Divaliviering, fakkeloptochten in Den Haag, Rotterdam en Amsterdam

## Monumenten
- Paramaribo:
  - 1938: Een niemboom, 65-jarig jubileum
  - 1979: Plaquette 106 jaar Hindoestaanse immigratie
  - 1994: Baba en Mai
  - 2017: Standbeeld van Janey Tetary
- Groningen
  - 1973: Monument 100 jaar Hindoestaanse immigratie
  - 2001: Een niemboom, 148-jarig jubileum
  - 2023: Anker op de kaart van Suriname, verankering van Hindoestanen in Suriname[24]
  - 2023: Baba en Mai
- Nieuw-Amsterdam:
  - 2019: Baba en Mai
- Nieuw-Nickerie:
  - 1953: Twee niembomen, 80 jarig jubileum[25]
  - 1963: Monument 90 jaar Hindoestaanse immigratie
  - 2017: Baba en Mai
- Wageningen
  - 1973: Monument 100 jaar Hindoestaanse immigratie

## Verder lezen
- Het dagboek van Munshi Rahman Khan. Amrit Publishers. ISBN 978-90-74897-42-6.
- Kanta Sh. Adhin & Chan E.S. Choenni: 150 jaar Hindostanen 1873-2023. Een geschiedenis van twee migraties. Sampreshan:  2024. ISBN 9789083199696